# 阿什莉·塔平
阿什莉·塔平（英語：Ashley Tappin，1974年12月18日—），美国女子游泳运动员，主攻自由泳。她曾代表美国参加1992年和2000年夏季奥林匹克运动会游泳比赛，获得三枚金牌。